# Theeknobs
Der Theeknobs (auch Theeknob) ist eine Sandbank westlich der Amrumer Odde, der Nordspitze der Insel Amrum, und südwestlich der Hörnum-Odde, der Südspitze der Insel Sylt. Die rund 30 km² große Bank wird umgeben vom Vortrapptief im Südosten, dem Hörnumloch im Nordwesten und der Theeknobsrinne im Süden. Südlich befinden sich weitere Sände wie der Hörnumknobs und der Jungnamensand. Der regelmäßig und mit sehr hohen Geschwindigkeiten überspülte Sand wirkt als natürlicher Wellenbrecher für die Insel Amrum.
Der Name geht zurück auf hier 1734 gestrandete Schiffe mit Teeblättern. Die Endung -knob findet sich auch im Dänischen, wie bei Thunø Knob bei Århus.